# Silvareccio
Silvareccio (in corso U Silvarecciu) è un comune francese di 117 abitanti situato nel dipartimento dell'Alta Corsica nella regione della Corsica.

## Geografia fisica
Il paese si trova su un territorio di circa 650 metri s.l.m [sopra il livello del mare].

## Società

### Evoluzione demografica
Abitanti censiti